# Айван, єдиний і неповторний
«Айван, єдиний і неповторний» (англ. The One and Only Ivan) — американська фентезійна драма режисера Теї Шеррок, знята за сценарієм Майка Вайта. Фільм — екранізація однойменного дитячого роману Кетрін Епплгейт. Головного персонажа озвучує Сем Роквелл. У фільмі також знімаються Анджеліна Джолі, Браян Кренстон, Рамон Родрігес, Бруклін Прінс, Аріана Грінблатт, Денні ДеВіто та Гелен Міррен.
Реліз фільму відбувся 14 серпня 2020 року компанією Walt Disney Studios Motion Pictures.

## Синопсис
Горила на ім'я Айван намагається розібратися у своєму минулому за допомогою слона на ім'я Рубі, коли вони виношують план втечі з неволі.

## У ролях

### Люди
| Актор            | Роль                   |
| ---------------- | ---------------------- |
| Браян Кренстон   | Мак                    |
| Рамон Родрігес   | Джордж                 |
| Аріана Грінблатт | Джулія                 |
| Овейн Артур      | Кастелло               |
| Індіра Варма     | доктор Майя Вільсон    |
| Елеонор Мацуура  | репортер Кендіс Тейлор |

### Тварини, озвучення
| Актор           | Роль                |
| --------------- | ------------------- |
| Сем Роквелл     | горила Айван        |
| Анджеліна Джолі | слон Стелла         |
| Денні ДеВіто    | бродячий пес Боб    |
| Гелен Міррен    | пудель Снікерс      |
| Бруклін Прінс   | слоненя Рубі        |
| Чака Хан        | курча Генрієтта     |
| Рон Фанчес      | кролик Мерфі        |
| Філліпа Су      | араурана Тельма     |
| Майк Вайт       | морський лев Френкі |

## Виробництво
9 квітня 2014 року було оголошено, що Walt Disney Pictures може адаптувати книгу разом з Еллісон Шермур як продюсером. 6 травня 2016 року було оголошено, що Майк Ньюелл буде режисером стрічки за сценарієм Майка Вайта. У березні 2017 року Теа Шеррок почала переговори щодо режисури фільму після того, як Ньюелл покинув проект. У жовтні 2017 року повідомлялося, що Анджеліна Джолі приєдналася до фільму як продюсер та як актор озвучення слона Стелли. У листопаді стало відомо, що Бруклін Прінс буде озвучувати слоненя Рубі.
У січні 2018 року до акторського складу приєдналася Аріана Грінблатт. Продюсер Еллісон Шермур померла 19 січня 2018 року, але вона буде зазначена в титрах. У лютому Сем Роквелл став актором озвучення головного персонажа Айвана, а Браян Кренстон отримав роль власника цирку, Брігем Тейлор приєднався як продюсер. У березні 2018 року Рамон Родрігес приєднався до акторського складу як батько персонажа Грінблатт. У травні 2018 року Денні ДеВіто та Гелен Міррен підписали контракт на озвучення персонажів фільму, також Індіра Варма та Елеонор Мацуура виконають ролі у стрічці.

## Випуск
Реліз фільму відбувся 14 серпня 2020 року компанією Walt Disney Studios Motion Pictures.